# Mestersvig

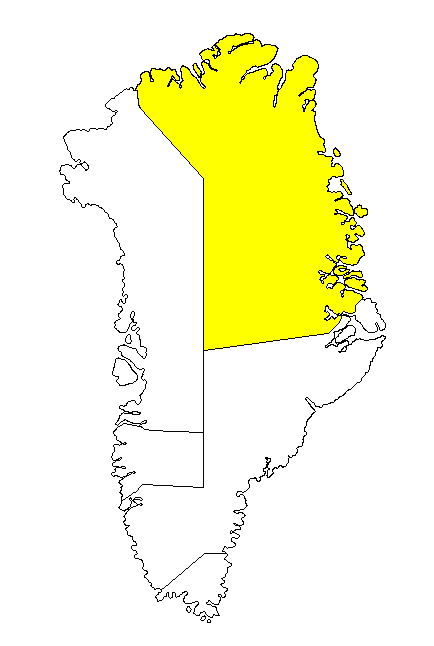
Parco nazionale della Groenlandia nordorientale, dove si trova Mestersvig

Mestersvig è un piccolo avamposto militare della Groenlandia di 2 abitanti permanenti; nel 1986 la sua popolazione era di 40 persone, ma ora sono state allontanate o trasferite negli altri insediamenti vicini e gli unici che vengono talvolta alla stazione sono i turisti. È situato nel Parco nazionale della Groenlandia nordorientale, il parco nazionale più grande del mondo, ed è perciò fuori da qualsiasi comune.